# Xanthograpta sobria
Xanthograpta sobria är en fjärilsart som beskrevs av W. Warren 1913. Xanthograpta sobria ingår i släktet Xanthograpta och familjen nattflyn. Inga underarter finns listade i Catalogue of Life.